# Хайбей-Тибетська автономна префектура
36°57′29″ пн. ш. 100°53′59″ сх. д. / 36.95804° пн. ш. 100.89982° сх. д.
Хайбей-Тибетська автономна префектура (кит.: 海北藏族自治州; тиб. མཚོ་བྱང་བོད་རིགས་རང་སྐྱོང་ཁུལ་) — адміністративна одиниця другого рівня у складі провінції Цинхай, КНР. Центр префектури — Хайянь.
Префектура площею 39 354 км² межує з провінцією Ганьсу на півночі та сході.

## Адміністративний поділ
Префектура поділяється на 4 повіти (один з них є автономним):
| Карта                              | Карта         | Карта          | Карта                  | Карта            |
| ---------------------------------- | ------------- | -------------- | ---------------------- | ---------------- |
| Цілянь Гангца Хайянь Меньюань-Хуей |               |                |                        |                  |
| Статус                             | Назва         | Китайською     | Тибетською             | Населення (2010) |
| Повіт                              | Хайянь        | 海晏县         | ཧའེ་ཡན་རྫོང་              | 37 788           |
| Повіт                              | Гангца        | 刚察县         | རྐང་ཚ་རྫོང་               | 41 333           |
| Повіт                              | Цілянь        | 祁连县         | ཆི་ལེན་རྫོང་               | 46 473           |
| Автономний повіт                   | Меньюань-Хуей | 门源回族自治县 | མོང་ཡོན་ཧུའེ་རིགས་རང་སྐྱོང་རྫོང་ | 147 710          |